# Ordensprovinz
Eine Ordensprovinz bezeichnet die regionale Untergliederung verschiedener christlicher Orden oder Kongregationen.

## Geschichte
Bereits seit dem Frühmittelalter gab es als Zusammenschluss von Diözesen Kirchenprovinzen. Seit dem Hochmittelalter wurde dieses Organisationsprinzip auch auf Orden ausgedehnt. Insbesondere die Bettelorden (zum Beispiel Dominikaner, Franziskaner) und neue Orden wie die Jesuiten wurden in regionale Ordensprovinzen unterteilt. Die Provinzen konnten untergliedert werden, bei den Franziskanern etwa in Kustodien. So waren die Franziskaner in Deutschland etwa in die Provinzen Bavaria, Colonia, Saxonia und Thuringia gegliedert, die 2010 zur Deutschen Franziskanerprovinz von der heiligen Elisabeth fusionierten. Bei den Ritterorden sind ähnliche Gliederungen die Balleien. Im Prämonstratenserorden gab es Zirkarien als regionale Gliederungen.
Innerhalb der universellen Lebensgemeinschaft des Gesamtordens ist die Provinz der natürliche Lebensraum für den einzelnen Bruder, in deren Traditionen, Probleme und Anstrengungen er eingebettet ist und in der er bleibt, auch wenn er innerhalb der Provinz in andere Konvente versetzt werden kann. Ein Übertritt in eine andere Provinz ist eher selten.

## Leitung
Ordensprovinzen unterstehen einer eigenen Leitung, bestehend aus einem Provinzial oder einer Provinzialin als höheren Oberen (auch Provinzialsuperior oder Provinzoberer genannt), die vielfach von einem aus mehreren Beratern bestehenden Provinzrat unterstützt werden (der unterschiedlich bezeichnet werden kann und im Fall der franziskanischen Orden „Definitorium“ heißt). Ein Provinzkapitel bildet die repräsentative Versammlung der vertretenen Niederlassungen oder Ordensmitglieder und tritt in regelmäßigen Abständen (zwei, drei oder vier Jahre) zusammen. Es hat richtungsweisende Kompetenz für die Ordensprovinz und wählt zumeist den Provinzial.

## Kirchenrecht
Das aktuelle Kirchenrecht Codex Iuris Canonici von 1983 nennt den Begriff Provinz im Sinne von Ordensprovinz in den Canones 620, 621, 622, 631, 634 und 636. Danach gibt es organisatorisch drei Ebenen: das Ordensinstitut, die Provinz und die einzelnen Niederlassungen. Nach 621  CIC trägt den Namen „Provinz“ eine Vereinigung mehrerer Niederlassungen, die in einem Orden einen Teil des Instituts bilden.
Leitung und Finanzverwaltung der Provinzen ist kirchenrechtlich geregelt. Als „höhere Obere“ werden diejenigen bezeichnet, die ein ganzes Institut oder eine Provinz oder eine rechtlich selbständige Niederlassung leiten (620  CIC) und deren Stellvertreter. 622  CIC lautet: „Der oberste Leiter hat Vollmacht über alle Provinzen, Niederlassungen und Mitglieder des Instituts, die gemäß dem Eigenrecht auszuüben ist; die übrigen Oberen haben Vollmacht innerhalb der Grenzen ihres Amtes.“ Nach 631, § 3  CIC können Provinzen dem Generalkapitel Wünsche und Vorschläge zuleiten. 634, § 1  CIC regelt, dass nicht nur Institute und Niederlassungen, sondern auch Provinzen als juristische Personen fähig sind, „Vermögen zu erwerben, zu besitzen, zu verwalten und zu veräußern, sofern nicht diese Fähigkeit in den Konstitutionen ausgeschlossen oder eingeschränkt ist“. Für die Finanzverwaltung von Provinzen ist nach 636, § 1  CIC festgelegt, dass in jeder Provinz, die von einem höheren Oberen geleitet wird, ein Ökonom zu bestellen ist, der kein höherer Oberer ist. Er soll die Verwaltung des Vermögens unter der Leitung des entsprechenden Oberen durchführen.
Weder für Säkularinstitute (710–730  CIC) noch für Gesellschaften des Apostolischen Lebens (731–755  CIC) gibt es kirchenrechtliche Regelungen bezüglich der Einteilung in Provinzen.